# Kirby Buckets
Kirby Buckets je americký komediální televizní seriál stanice Disney XD. Jeho první díl měl v USA premiéru 20. října 2014. Třináctiletý Kirby Buckets zažívá s pomocí své představivosti se svými kamarády různá dobrodružství. Sám se chce stát slavným animátorem.

## Vysílání
| Řada | Díly | Premiéra v USA | Premiéra v USA | Premiéra v ČR   | Premiéra v ČR |
| Řada | Díly | První díl      | Poslední díl   | První díl       | Poslední díl  |
| ---- | ---- | -------------- | -------------- | --------------- | ------------- |
| 1    | 21   | 20. října 2014 | 19. srpna 2015 | 28. května 2016 | 5. února 2017 |
| 2    | 25   | 7. října 2015  | 29. srpna 2016 | 12. února 2017  | 3. února 2021 |
| 3    | 13   | 16. ledna 2017 | 2. února 2017  | bude oznámeno   | bude oznámeno |

## Obsazení
- Jacob Bertrand jako Kirby Buckets
- Olivia Stuck jako Dawn Bucketsová
- Mekai Curtis jako Fish Fisher
- Cade Sutton jako Eli Porter
- Tiffany Espensen jako Belinda